# Vézelay
Vézelay és un municipi francès, situat al departament del Yonne i a la regió de Borgonya - Franc Comtat. L'any 1999 tenia 492 habitants. Té el seu origen en una abadia benedictina que havia guardat les relíquies de santa Maria Magdalena. El conjunt monumental del puig i l'abadia de Vézelay van ser classificats l'any 1979 Patrimoni de la Humanitat de la UNESCO. Actualment només té uns 500 habitants i forma part del Camí de Santiago. Dominant la vall de la Cure, prop dels contraforts de Morvan, el puig de Vézelay s'observa des de molt lluny com si sorgís dels camps plens de vinya.

## Història
Cap al 858, va ser fundat un monestir de monges per Girart Rosselló en la ubicació actual de Sant Pere, en un casal envoltat de grans propietats. Els territoris on es trobaven aquestes cases rebien el nom de Vezeliacus, que després es converteixen en Vizeliac i posteriorment en Vézelay.
L'any 873, després que l'abadia fos saquejada pels vikings que remuntaren el Sena, el Yonne i el Cure, va ser traslladada al turó actual i es van substituir les monges per monjos benedictins procedents de la ciutat d'Autun. La nova posició del monestir va atreure moltes famílies que volien gaudir de la protecció dels murs de la nova instal·lació. L'església fou dedicada a la Mare de Déu i als apòstols sant Pere i sant Pau. El seu estatus era molt especial, ja que estava afiliada a l'orde de Cluny, per la qual cosa gaudí fins al 1744 d'una exempció -mitjançant una taxa anual d'una lliura de plata que pagava a la Santa Seu- que li permetia no reconèixer ni el cap de l'orde, ni el bisbe diocesà, ni cap príncep ni senyor. Formava una mena de república teocràtica, separada de la monarquia carolíngia primer, i després del feudalisme francès, i ni amb una ni amb l'altre no hi conservava cap mena vincle ni carta de subordinació. Eudes, cap al 897, fou el primer abat de què es té constància en documents.
Alguns autors sostenen la teoria que les relíquies de Maria Magdalena foren portades a Vézelay l'any 882 per Badilon, un monjo de Saint-Maximin-la-Sainte-Baume.
Triat l'any 1037, l'abat Geoffroy reforma l'abadia i convenç els seus contemporanis que l'abadia té les restes de Maria Magdalena, fet que origina les peregrinacions i que es rebin nombroses ofrenes i donacions. Aquest gran desenvolupament feu que el poble es convertís en una petita ciutat. A partir d'aquí, neix entre els monjos un esperit d'independència que farà enfortir un cert despotisme monàstic, que aviat manifestarà en rebel·lions sagnants i lluites persistents. Es necessitarà una butlla papal perquè santa Maria Magdalena esdevingui oficialment la patrona de l'abadia (1050). Tal prosperitat va atreure Cluny, que va sotmetre Vézelay i li va imposar l'abat clunicenc Artaud.
1096.- Jofré de Bouillon comença la Primera Croada; es decideix la construcció de l'abadia.
1104.- Consagració de l'abadia
1146.- Bernat de Claravall predica la Segona Croada, el rei Lluís VII de França pren la creu juntament que altres barons.
1190.- Felip August i Ricard Cor de Lleó, peregrinen a Vézelay abans de partir cap a la Tercera Croada.
1225.- S'acaba la construcció de l'abadia
9 de setembre de 1279.- Les relíquies de Maria Magdalena són descobertes oficialment a Saint Maximim-la-Sainte-Baume. Comença el declivi de Vézelay.
1840.- Restauració de la basílica per Eugène Viollet-le-Duc.

## Demografia
| Evolució de la població |      |      |      |      |      |      |      |      |
| 1793                    | 1800 | 1806 | 1821 | 1831 | 1836 | 1841 | 1846 | 1851 |
| 1350                    | -    | -    | -    | -    | -    | -    | -    | -    |

| 1856 | 1861 | 1866 | 1872 | 1876 | 1881 | 1886 | 1891 | 1896 |
| ---- | ---- | ---- | ---- | ---- | ---- | ---- | ---- | ---- |
| -    | -    | -    | -    | -    | -    | -    | -    | -    |

| 1901 | 1906 | 1911 | 1921 | 1926 | 1931 | 1936 | 1946 | 1954 |
| ---- | ---- | ---- | ---- | ---- | ---- | ---- | ---- | ---- |
| -    | -    | -    | -    | -    | -    | -    | -    | -    |

| 1962 | 1968 | 1975 | 1982 | 1990 | 1999 | 2006 | 2011 | 2016 |
| ---- | ---- | ---- | ---- | ---- | ---- | ---- | ---- | ---- |
| 541  | 513  | 541  | 582  | 571  | 495  | -    | -    | -    |

| 2019 | - | - | - | - | - | - | - | - |
| ---- | - | - | - | - | - | - | - | - |
| -    | - | - | - | - | - | - | - | - |

## Monuments i llocs turístics

### Edificis i llocs públics d'interès
- El turó i l'abadia de Vézelay estan classificats per la Unesco com a Patrimoni de la Humanitat des del 1979. Inclosa dins la ruta del Camí de Santiago, els pelegrins, de març a octubre, encara hi passen.
- Museu de l'Oeuvre Viollet-le-Duc, situat al costat de la basílica.
- Casa de Romain Rolland, el museu Christian (e Ivonne) Zervos, creadors dels Quaderns d'Art.

### Edificis religiosos
Vézelay tenia antigament tres esglésies:
- La basílica de Santa Maria Magdalena de Vézelay, obra mestra de l'arquitectura romànica del segle xii, reconstruïda per Eugène Viollet-le-Duc el 1840. La basílica posseeix una nau romànica acabada el 1140 sota les ordres de l'abat Ponç de Montboissier. Davant de la nau s'hi troba el nàrtex (v. 1145-150), rematat per capitells historiats. El nàrtex és particularment cèlebre pel seu timpà. Un creuer i un cor gòtics (v. 1185 -1190) s'hi construïren per ordre de l'abat Girard d'Arcy després de l'esfondrament del cor original. L'església figura en la primera llista dels monuments històrics de 1840.

- L'antiga església de Saint-Étienne,[1] situada en els números: 2,4,6 del carrer de Saint-Etienne, prop de la porta de Barle. Aquesta església data de principis del segle xii. La parròquia de Saint-Etienne fou suprimida, per decret, l'any 1791. A partir de 1794 l'església es convertí en un mercat de gra; després, el 1797, fou venuda. Malgrat haver sofert diverses transformacions (en el segle xvii es retallaren un o dos trams de la construcció original; després de la Revolució francesa fou enderrocat el campanar quadrat coronat per una teulada de punxa; els contraforts es rebaixaren deixant-los a nivell dels murs; es feren noves obertures, etc.), encara conserva un porxo obert amb voltes de canó pròpies de l'arquitectura romànica.

- L'antiga església de Sant Pere, situada a la plaça Borot, fou fundada el 1152. La seva història està poc documentada. Se sap que la volta s'enfonsà el 26 de febrer de 1152, i que la gran campana (fosa el 1633) fou substituïda per un rellotge que es va col·locar a la torre el 1688. Entre el 1793 i el 1794 l'església fou enderrocada, a excepció de la torre del rellotge, que es va conservar per raons d'utilitat pública. El campanar sembla que és del segle xvii i presenta una inscripció en què s'indica que fou restaurat el 1841. L'església de Sant Pere no ha estat restaurada.

## Galeria fotogràfica

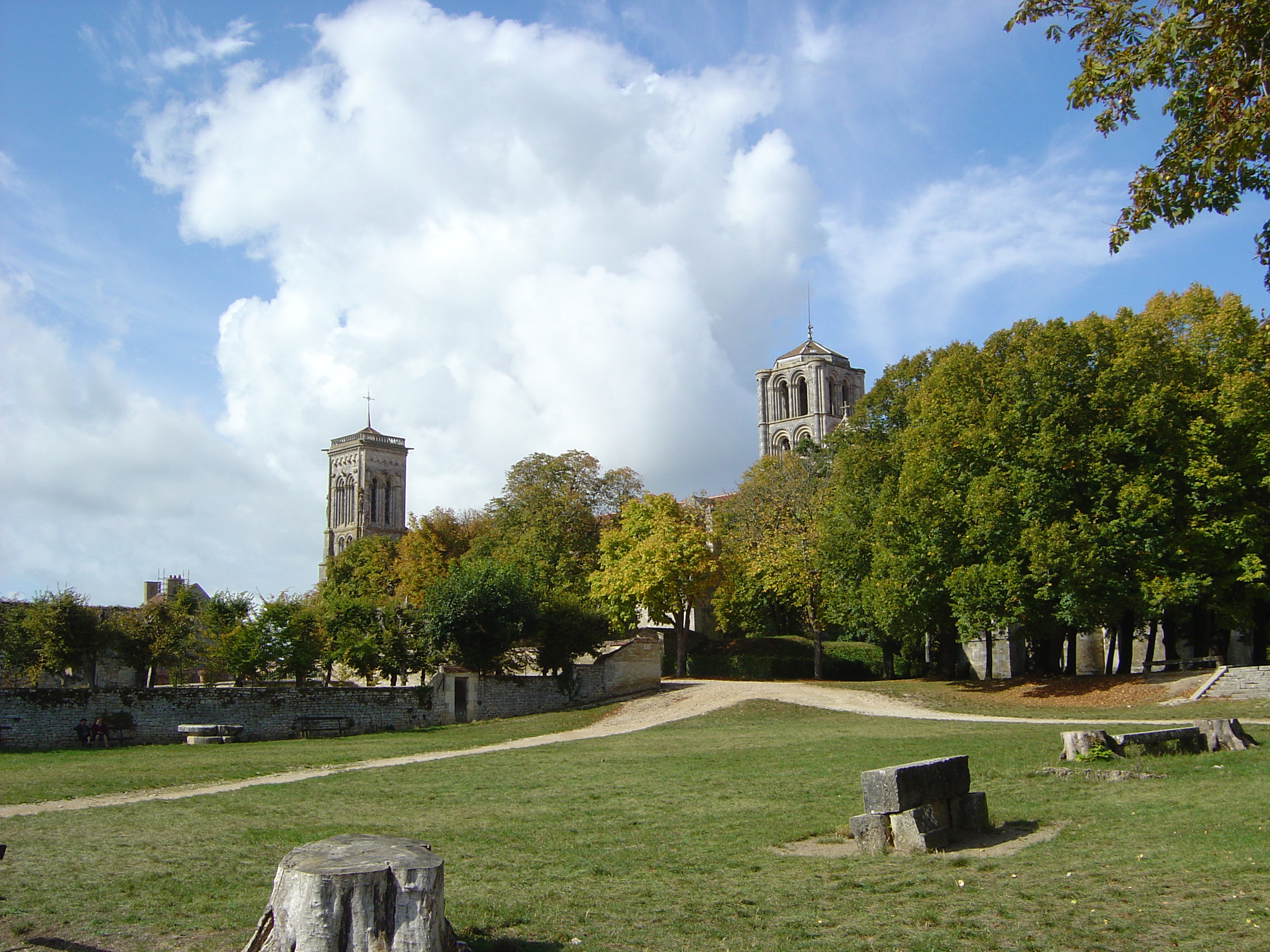
Vista de la basílica de Vézelay
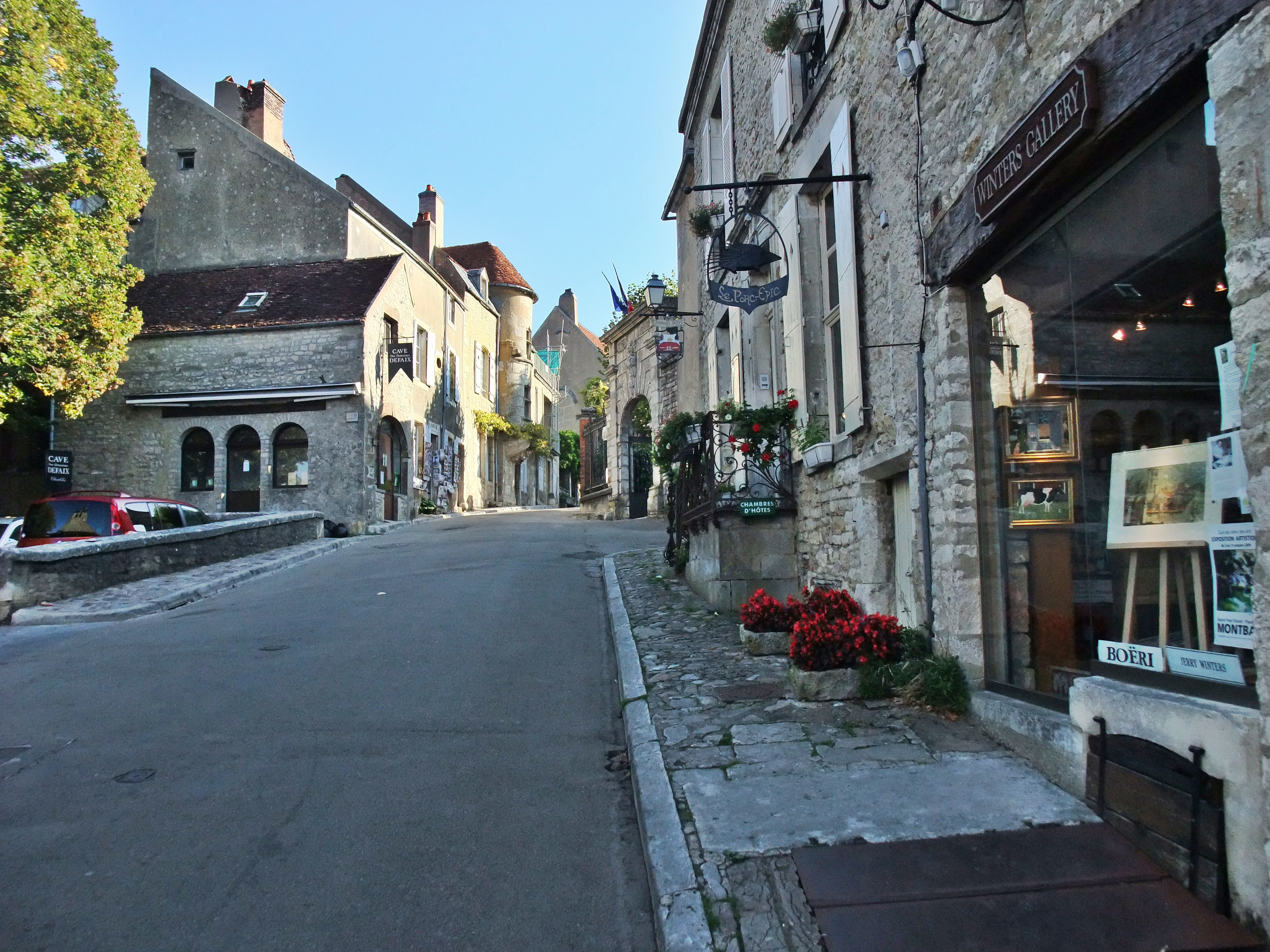
Carrer de pujada a la basílica
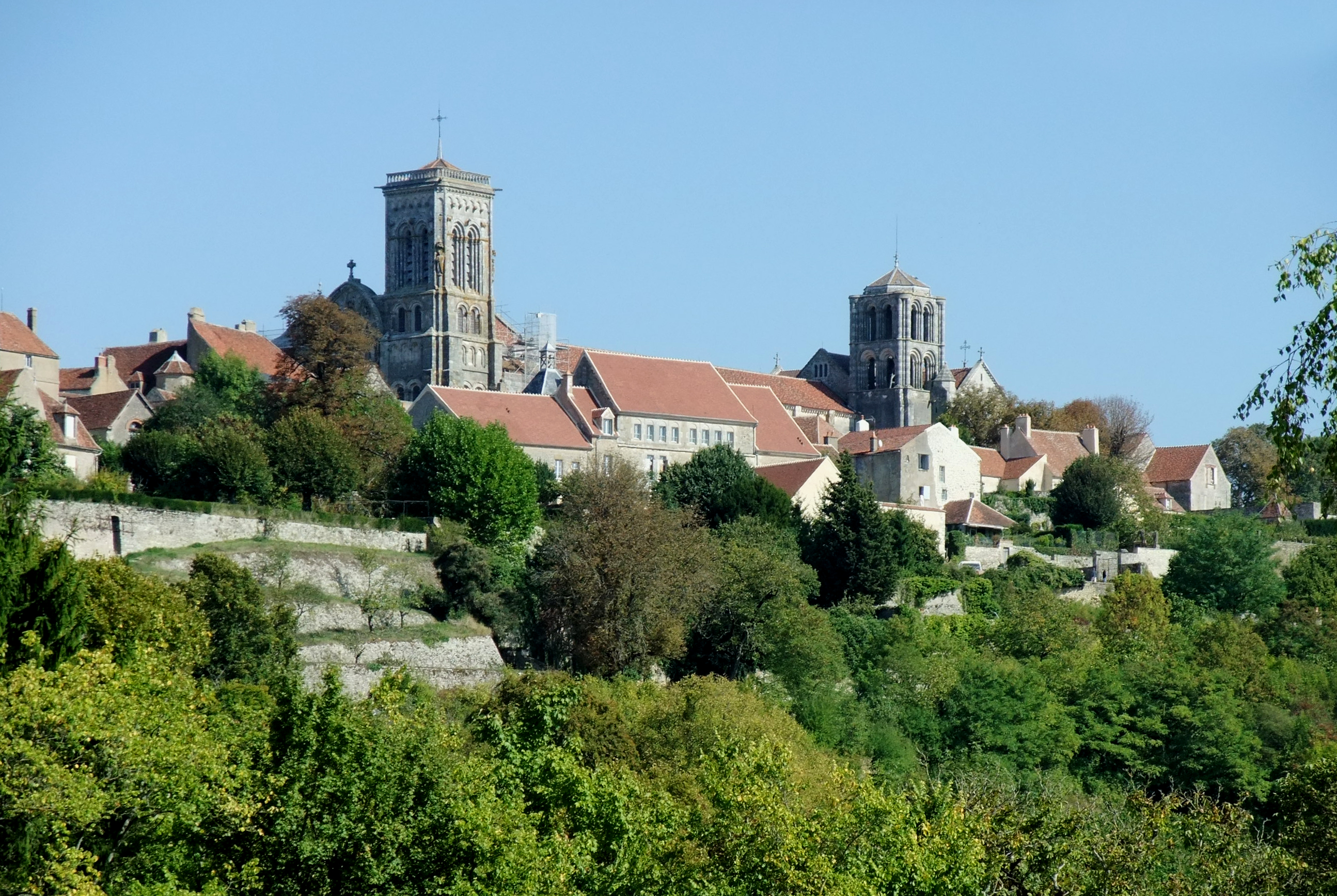
Vista de Vézelay
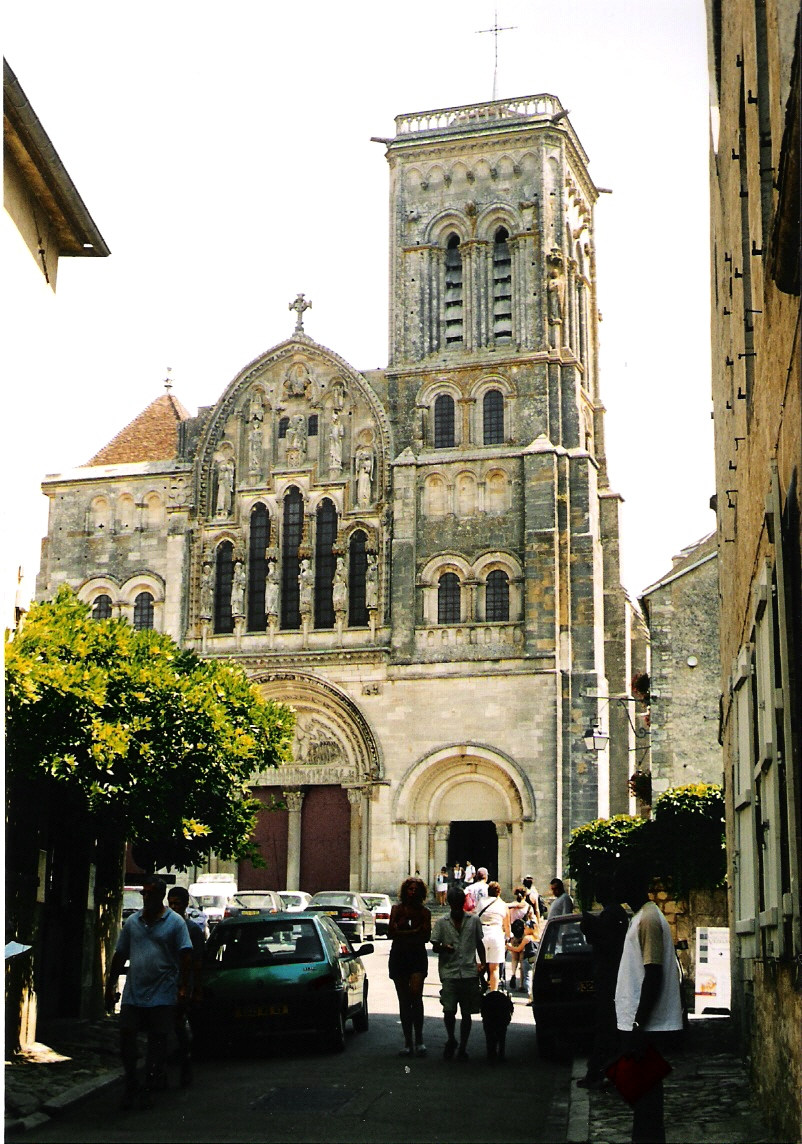
Façana oest de la basílica
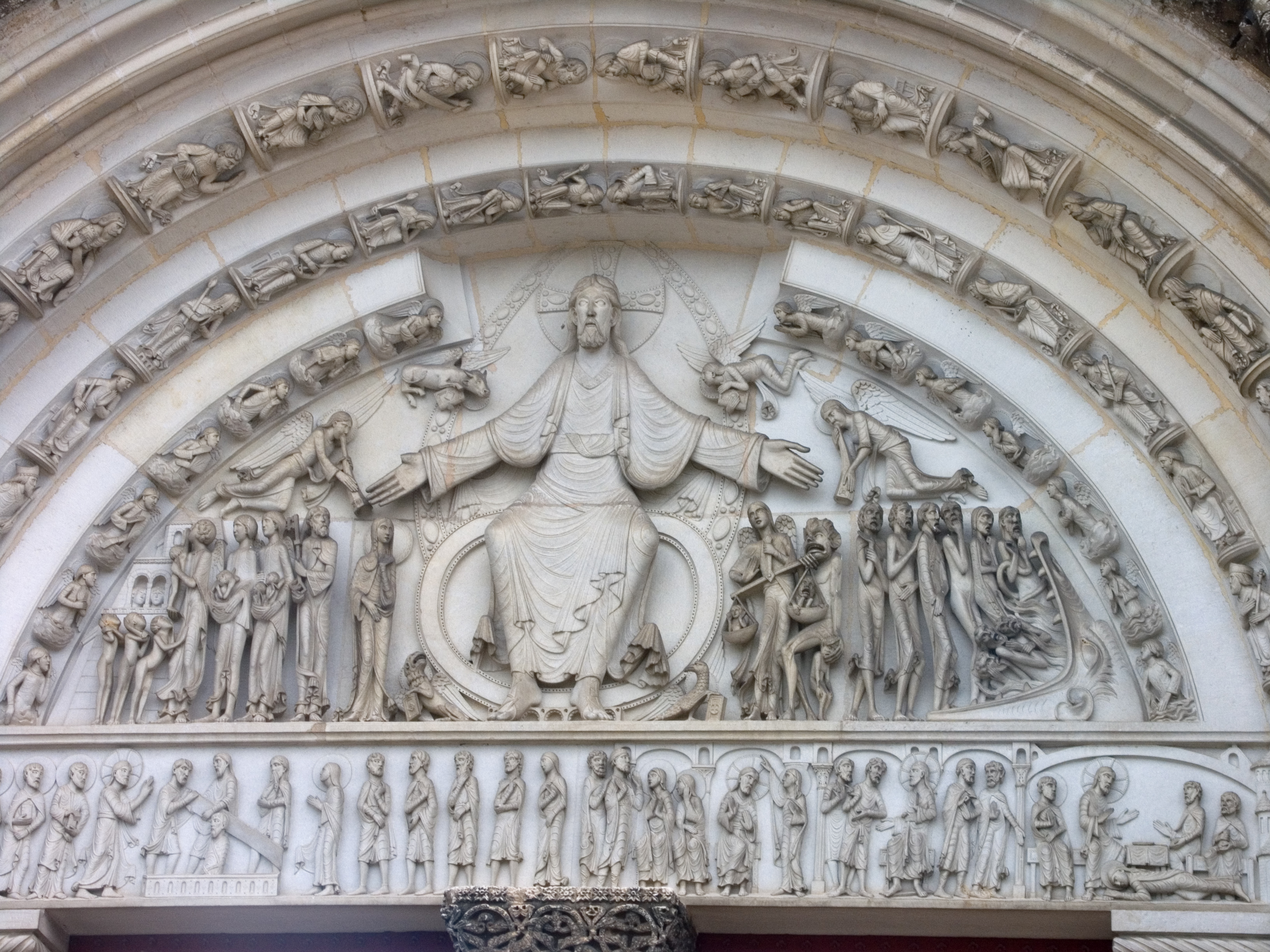
Detall de la façana de la basílica
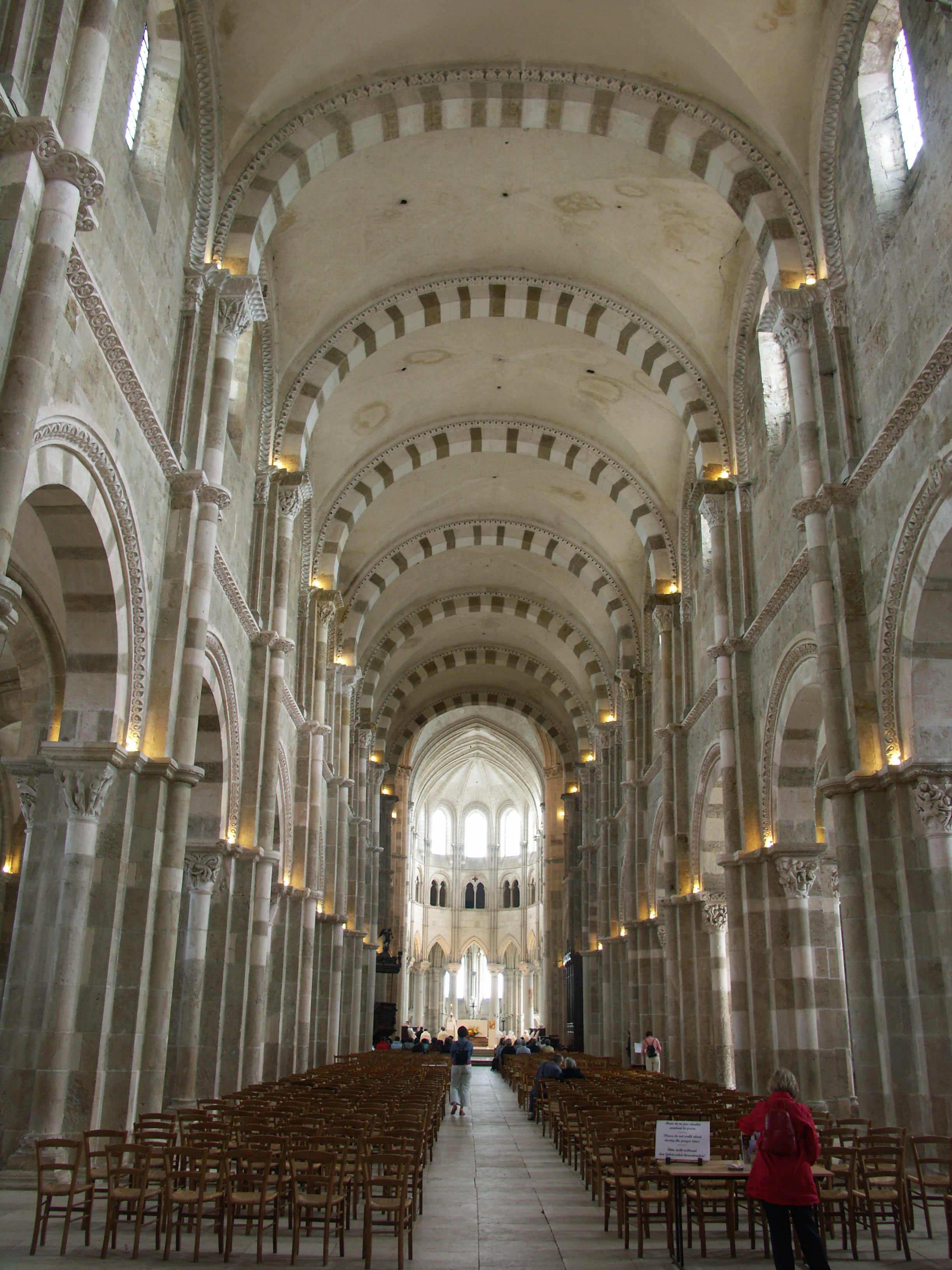
Interior de la basílica